# Hipótesis H de Schinzel
En matemáticas, la hipótesis H de Schinzel es una generalización muy amplia de conjeturas tales como la de los números primos gemelos. La hipótesis aspira a definir el ámbito más amplio que puede tener una conjetura de la naturaleza de que una familia
fi(n)
de valores de polinomios irreducibles f(t) deba poder tomar valores primos simultáneamente para números enteros n que pueden ser arbitrariamente grandes. Dicho de otra manera, debería haber infinitos números n, para cada uno de los cuales
fi(n)
toma como valor un número primo.

## Limitaciones necesarias
Una conjetura de esta naturaleza debe estar sujeta a ciertas condiciones necesarias. Por ejemplo, si se consideran los polinomios x+4 y x+7, no hay ningún n > 0 para el cual tanto n+4 como n+7 son primos. Esto es así porque uno de los dos será siempre un número par mayor que 2, y por tanto compuesto, y el otro un número impar. El objetivo principal de la formulación de esta conjetura es poder descartar estos casos.

## Divisores fijos
Esto se puede lograr utilizando el concepto de polinomio de valores enteros. Esto nos permite afirmar que un polinomio que toma valores enteros Q(x) tiene un divisor fijo m si existe un número entero m > 1 tal que
Q(x)/m
también es un polinomio que toma valores enteros. Por ejemplo,
(x + 4)(x + 7)
tiene el divisor fijo 2.
Tales divisores fijos deben ser descartados de
Q(x) = Π fi(x)
para cualquier conjetura, ya que su presencia contradice la posibilidad de que los fi(n) puedan ser todos primos para valores grandes de n.

## Formulación de la hipótesis H
Por consiguiente, la formulación estándar de la hipótesis H es la siguiente: dado un polinomio Q con las condiciones descritas anteriormente y sin divisor primo fijo, entonces todos los fi(n) serán simultáneamente primos en infinitas ocasiones, para cualquier elección de polinomios de coeficientes enteros fi(x) cuyo término de mayor grado tiene coeficiente positivo.
Si el coeficiente del término de mayor grado fuera negativo, cabría esperar valores primos negativos. Se trata en realidad de una restricción inocua. Probablemente no hay ninguna razón real para restringirnos a los polinomios de coeficientes enteros en lugar de los que toman valores enteros. La condición de no tener ningún divisor primo fijo se puede comprobar efectivamente en un caso dado, ya que hay una base explícita para los polinomios de valores enteros. Por ejemplo,
x2 + 1
no tiene divisor primo, por lo que cabría esperar que hay infinitos primos de la forma
n2 + 1.
Sin embargo, esto no se ha probado. Es una de las conjeturas de Landau.

## Aplicaciones
La hipótesis probablemente no es accesible con los métodos actuales que se utilizan en teoría analítica de números, pero se emplea con relativa frecuencia para demostrar resultados condicionales, por ejemplo en la geometría diofántica. Al tratarse de una conjetura tan fuerte, es posible que demostrarla sea mucho esperar.

## Extensión para incluir la conjetura de Goldbach
La hipótesis no cubre la conjetura de Goldbach, pero una versión relacionada, la hipótesis HN, sí lo hace. Esto requiere la inclusión de un nuevo polinomio, F(x), que, en el problema de Goldbach, equivaldría simplemente a x, para lo cual se requeriría que
N − F(n)
fuera también un número primo. Esto se cita en Sieve Methods ("métodos de criba"), de Halberstam and Richert. Aquí, la conjetura toma la forma de un enunciado cuando N es suficientemente grande, y está sujeto a la condición de que
Q(n)(N − F(n))
no tiene divisor fijo > 1. Entonces, deberíamos ser capaces de requerir la existencia de n tal que N − F(n) sea a la vez positivo y primo, y tal que todos los fi(n) sean primos.
No se conocen muchos casos de estas conjeturas, pero existe una teoría cuantitativa detallada, la conjetura de Bateman-Horn.

## Análisis local
La condición de que no haya ningún divisor primo fijo es puramente local (es decir, depende únicamente de los primos). En otras palabras, se conjetura que un conjunto finito de polinomios irreducibles que tomen valores enteros sin ninguna obstrucción local para tomar infinitos valores primos tomará efectivamente infinitos valores primos.

## Una analogía que falla
La conjetura análoga en que los enteros son reemplazados por el anillo polinómico de una variable sobre un cuerpo finito es falsa. Por ejemplo, Swan observó en 1962, por motivos no relacionados con la hipótesis H, que el polinomio
{\displaystyle x^{8}+u^{3}\,}
sobre el anillo {\displaystyle F_{2}[u]\,} es irreducible y no tiene ningún divisor primo fijo (después de todo, para x = 0 y x = 1 toma como valor sendos polinomios primos entre sí), pero todos los valores que toma cuando x recorre {\displaystyle F_{2}[u]\,} son compuestos. Se pueden encontrar ejemplos similares si se reemplaza {\displaystyle F_{2}\,} por cualquier cuerpo finito; las obstrucciones en una formulación correcta de la hipótesis H sobre F[u], donde F es un cuerpo finito, ya no son solamente locales, sino que se produce una obstrucción global sin analogía clásica.